# Sekans
Sekans je goniometrická funkce. V pravoúhlém trojúhelníku bývá definována jako poměr přepony a přilehlé odvěsny. Pro označení této funkce se obvykle používá zkratka sec a jejím grafem je sekantoida.

## Definice

Srovnání s funkcí kosinus.

Funkce {\displaystyle y={\mbox{sec }}x\!} je definována jako {\displaystyle y={\mbox{sec }}x={\frac {1}{\cos x}}}.